# 福島県道311号八島田笹木野停車場線
福島県道311号八島田笹木野停車場線（ふくしまけんどう311ごう やしまだささきのていしゃじょうせん）は、福島県福島市にある一般県道である。

## 概要
- 起点…福島市八島田字台畑
- 終点…福島市笹木野字水口下（JR奥羽本線笹木野駅前）
- 総延長…459m[1]
  - 実延長…総延長に同じ
- 路線認定年月日…1959年8月31日[2]

## 通過する自治体
- 福島県
  - 福島市

## 接続路線
- 福島県道310号庭坂福島線（八島田字台畑 起点）

## 沿線
- ふくしま未来農業協同組合野田支店
- JR奥羽本線笹木野駅